# شيرين قدوق
شيرين قدوق هي بلدة في مقاطعة مريشكار في ولاية قشقداريا في أوزبكستان.